# Angiomatose bacilar
Angiomatose bacilar é uma forma de infecção proliferativa dos vasos sanguíneos causada por Bartonella, que ocorre principalmente em pessoas com imunodepressão. Pacientes com angiomatose bacilar geralmente têm um histórico de SIDA, transplante de órgãos, leucemia ou quimioterapia.

## Causa
Pode ser causado por Bartonella henselae ou Bartonella quintana, bacilos gram negativos. Geralmente afeta a pele, mucosas ou tecido subcutâneo, mas também pode afetar ossos, vísceras e tecido nervoso. Bartonellas são transmitidos por carrapatos, pulgas e gatos e também causam Febre das Trincheiras, doença da arranhadura do gato e verruga peruana.

## Sinais e sintomas
Lesões vermelhas e roxas no local afetado, geralmente pele, mucosas ou tecido subcutâneo formando pápulas ou nódulos. São muito parecidos com Sarcoma de Kaposi, necessitando biópsia para diferenciá-los. Quando afetam vísceras podem vir acompanhados de febre, calafrios, mal-estar, sudorese noturna, anorexia e perda de peso.